# Protivojni odbor Rusije
Protivojni odbor Rusije (rusko Антивоенный комитет России) je organizacija, ki jo je ustanovila skupina izgnanih ruskih javnih osebnosti z namenom nasprotovanja Vladimirju Putinu in ruski invaziji na Ukrajino leta 2022. S svojim projektom Ark pomaga usklajevati sredstva za migrante, ki Rusijo zapuščajo zaradi vojne.

## Ustanovitev
Protivojni odbor je 27. februarja 2022 ustanovila skupina izgnanih ruskih javnih osebnosti. Njihov cilj je bil razglašen za boj proti vladavini Vladimirja Putina, za katerega pravijo, da je odgovoren za vojno v Ukrajini, njegovo vladanje pa opisujejo kot "diktaturo". Moscow Times je poudaril pomen usklajenih prizadevanj odbora kot odmik od notranjih spopadov, značilnih za opozicijske stranke v Rusiji. Med vidnimi člani odbora so generalni direktor Jukosa Mihail Hodorkovski, nekdanji premier Mihajil Kasjanov, nekdanji svetovni prvak v šahu Gari Kasparov, ekonomista Sergej Aleksašenko in Sergej Gurijev, zgodovinar Vladimir Kara-Murza, član Ruske akademije znanosti Jurij Pivovarov, politik Dmitrij Gudkov, podjetniki Boris Zimin in Jevgenij Čičvarkin, pisatelj Viktor Šenderovič in novinar Jevgenij Kiseljov. Organizacija na svoji spletni strani kot simbol uporablja belo-modro-belo zastavo in znak miru v barvah ukrajinske zastave.

## Cilji
Odbor je pozval vlade vseh držav, naj "odločno nastopijo proti kršiteljem mednarodnega prava". Poleg tega poziva »prave ruske domoljube«, naj se »združijo v boju proti agresivni diktaturi Vladimirja Putina, ne glede na morebitne politične razlike, ideološka razhajanja ter osebne simpatije in antipatije«.

## Pobude in aktivnosti
Odbor je izdal pozive splošnemu občinstvu Zahodnih držav, pa tudi posebnim skupinam, kot so člani Združene Rusije, največje politične stranke v Rusiji. 4. marca je odbor objavil neposredni poziv Rusom dva dni pred načrtovanimi protesti v Moskvi. Skupina se je obrnila tudi neposredno na Sergeja Brina, člana upravnega odbora Alphabet Inc.
Protivojni odbor upravlja projekt Ark kot vir podpore za Ruse, ki so se zaradi vojne odločili za izselitev. Odbor lahko tako med drugimi oblikami pomoči pomaga ruskim izseljencem pri iskanju stanovanja in odprtju bančnih računov. Delno se usklajuje s prostovoljci v Erevanu in Istanbulu, vendar lahko nudi pravno pomoč tudi na drugih lokacijah. Odbor pravi, da bodo denarne donacije pobude Sunrise pomagale zagotoviti humanitarno pomoč v obliki hrane, zdravil, oblačil in higienskih pripomočkov za ljudi, ki so med vojno živeli v Ukrajini.